# Cechenodes oweni
Cechenodes oweni är en stekelart som beskrevs av Henry Keith Townes, Jr. 1971. Cechenodes oweni ingår i släktet Cechenodes och familjen brokparasitsteklar. Inga underarter finns listade.